# Las Humedades, Coyuca de Benítez
Las Humedades är en ort i Mexiko.   Den ligger i kommunen Coyuca de Benítez och delstaten Guerrero, i den södra delen av landet, 270 km söder om huvudstaden Mexico City. Las Humedades ligger 305 meter över havet och antalet invånare är 145.
Terrängen runt Las Humedades är huvudsakligen kuperad, men norrut är den bergig. Runt Las Humedades är det ganska glesbefolkat, med 25 invånare per kvadratkilometer. Närmaste större samhälle är Barrio Nuevo del Progreso, 8,9 km öster om Las Humedades. I omgivningarna runt Las Humedades växer huvudsakligen savannskog.